# Anodonthyla
Anodonthyla är ett släkte av groddjur. Anodonthyla ingår i familjen Microhylidae. Släktet listas ofta i underfamiljen Cophylinae.
Släktets arter är utan svans 10 till 14 mm långa. Exemplaren klättrar främst på trädstubbar och klippor. Honor lägger upp till 100 ägg (vanligen kring 30) som göms i bergssprickor. När äggen kläcks saknar grodynglen extremiteter och de sköts av hannen. Alla arter lever på Madagaskar. Under parningstiden hörs hannarnas parningsrop med 140 till 175 läten per minut.
Arter enligt Catalogue of Life:
- Anodonthyla boulengerii
- Anodonthyla hutchisoni
- Anodonthyla montana
- Anodonthyla moramora
- Anodonthyla nigrigularis
- Anodonthyla rouxae

IUCN listar ytterligare fem arter.
IUCN listar två arter som akut hotade (CR), fem arter som starkt hotade (EN), en art som sårbar (VU), en art som nära hotad (NT) och en art med kunskapsbrist (DD).

## Bildgalleri

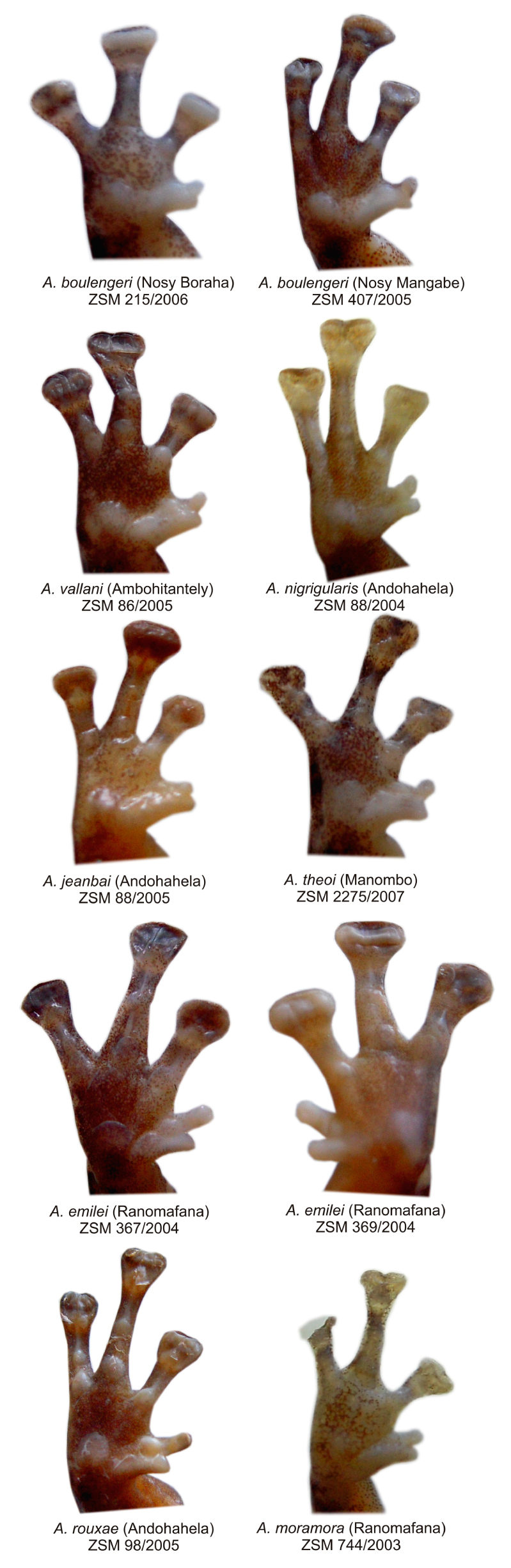
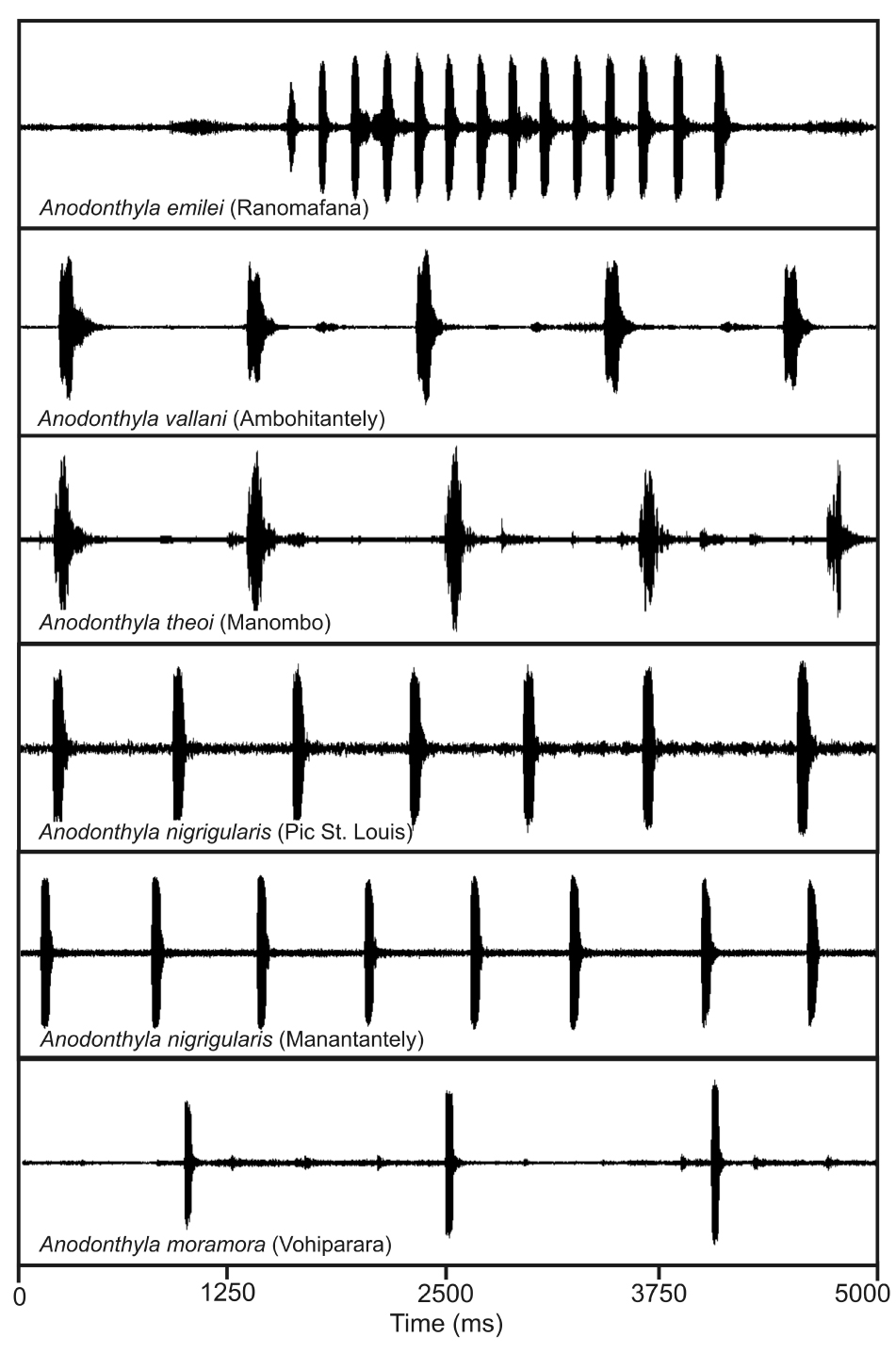
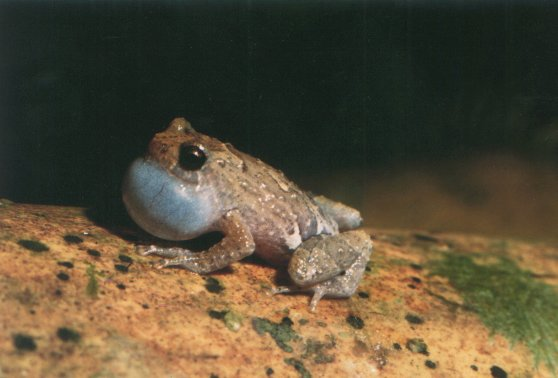
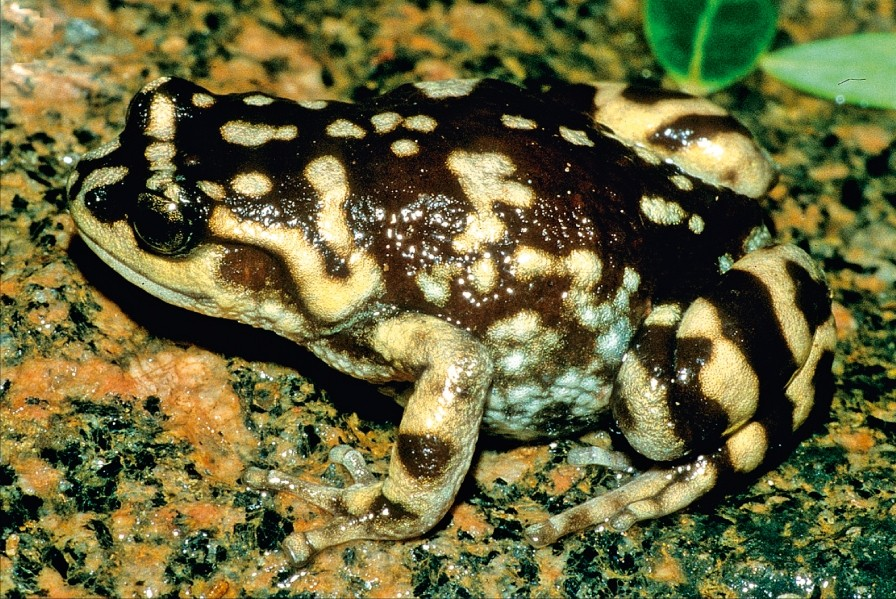